# Паренаго, Олег Павлович
Олег Павлович Паренаго (род. 1939, Москва) — учёный-химик, член-корреспондент РАЕН (1999), лауреат премии имени Н. Д. Зелинского.
Сын советского астронома, члена-корреспондент АН СССР Павла Петровича Паренаго (1906-1960).

## Биография
В 1963 году окончил химический факультет МГУ.
В 1970 году защитил кандидатскую диссертацию, тема: «Изучение некоторых реакций π-аллильных комплексов никеля в связи с процессом полимеризации диенов».
В 1989 году защитил докторскую диссертацию, тема: «Селективное гидрирование сопряжённых диенов и алкинов в олефины в присутствии палладийкомплексных катализаторов с азот- и серосодержащими лигандами».
С 1963 года и по настоящее время работает в ИНХС РАН, пройдя путь от стажера-исследователя до заместителя директора по науке. 
С 1999 года - член-корреспондент РАЕН.
В 2007 году присвоено учёное звание профессора кафедры органической химии и химии нефти.

### Научная деятельность
Область научных интересов:
- Химический состав нефти и газа.
- Синтетические добавки к смазочным материалам.
- Неорганические композиционные мембраны для разделения жидкостей и газов.
- Адсорбенты и катализаторы нефтехимии и нефтепереработки.

Автор 196 научных публикаций, среди них:
- Химический состав нефти. Обнаружение и идентификация непредельных углеводородов // Нефтехимия. 1999. Т. 39. № 5. С. 328-338.
- Наночастицы сульфидов молибдена - новый класс добавок к углеводородным смазочным материалам // Доклады РАН. 2002. Т. 383. № 1. С. 84-86.
- Synthesis and application of inorganic nanoparticles as lubricant components - a review // Journal of Nanoparticle Research. 2004. V. 6. P. 273-284.
- Влияние пироуглеродной модификации на физико-химические характеристики поверхности пор и транспортные свойства неорганических мембран // Журнал физической химии. 2006. Т. 80. № 3. С. 500-506

### Общественная деятельность
Председатель диссертационного совета ИНХС РАН, член диссертационных советов МГУ (химический факультет) и РГУНГ имени И. М. Губкина.
Ответственный секретарь журнала «Нефтехимия», заместитель председателя Научного совета РАН по нефтехимии, член Межведомственного совета по трибологии.
Под его руководством защищено 11 кандидатских и 1 докторская диссертация.

## Награды
- Медаль ордена «За заслуги перед Отечеством» II степени (2005)
- Медаль «Ветеран труда» (1989)
- Медаль «В память 850-летия Москвы» (1997)
- Премия имени Н. Д. Зелинского (за 1999 год, совместно с М. Б. Смирновым, Е. Б. Фроловым) - за работу «Обнаружение и идентификация непредельных углеводородов в российских нефтях»